# 烈車戰隊特急者 VS 強龍者 THE MOVIE
《烈車戰隊特急者 VS 強龍者 THE MOVIE》（日语：烈車戦隊トッキュウジャーVSキョウリュウジャー THE MOVIE），是2015年1月17日東映預定上映的特攝電影，同時也是《超級戰隊系列》的《烈車戰隊特急者》和《獸電戰隊強龍者》的劇場版作品。

## 概要
- 本作為《烈車戰隊特急者》和《獸電戰隊強龍者》VS劇場版為《超級戰隊系列》誕生40週年紀念作，亦是《超級戰隊祭》的第7作。
- 本次的口號為「強龍者回來了，要在一次爆走了！！」、「小孩版特急者，出發前進！！」。

## 故事
有1日，銀河路線於地球上空的太空車站遭到不明生物體攻擊並墜落地球，特急者收到銀河路線車掌蕾迪的緊急求救後趕到墜落點並與草履魔兵團戰鬥，但五人的攻擊竟然對草履魔無效。於來斗五人苦戰之際強龍者們出現並成功清除所有草履魔，而強龍紅大吾亦登上紅烈車並向特急者們解釋攻擊太空車站的生物體是創造亡凌獸的邪惡創世主德比烏絲，其手下紅蓮神官薩拉馬茲聯絡暗影路線並希望結盟合力打敗特急者及強龍者，並向闇黑皇帝Ｚ表示德比烏絲將於1天後復活。當特急者們表示願意提供協助時大吾拒絕他們並於中途跳車離開。

另一邊廂，強龍金空蟬丸在某個車站候車時遭時鐘暗影及骷髏茲軍團襲擊，而且空蟬丸的攻擊對骷髏茲無效，但特急6號虹野明亦在此時登場並解救了空蟬丸。時鐘暗影使出了怪異的咒歌招式，結果除了本身是暗影怪人的虹野明之外其後趕到的特急者們被變回小孩姿態，而空蟬丸更因為聽咒歌的時間更久而變成嬰兒。強龍者等人發現變成嬰兒的空蟬丸及回歸本來小朋友姿態的特急者們感到震驚之餘亦同時發現強龍者的攻擊對暗影路線無效，而特急者的攻擊則對亡凌軍團無效，故此特急者們及強龍者們亦聯手合作成功清除草履魔及骷髏茲。薩拉馬茲亦因此遭暗影路線解除合作關係，怎料薩拉馬茲竟於城堡總站放火並掠奪大量暗影路線資源離開。

其後特急者們及強龍者們更成功打敗時鐘暗影，但薩拉馬茲竟使用搶奪回來的黑暗與時鐘暗影及5隻骷髏茲合體並巨大化成終極形態。特急者們及強龍者們亦分別以各自最強的合體陣式特急彩虹及巨型強龍神將薩拉馬茲，來斗等人及空蟬丸因而恢復正常。但在此時於太空車站內仍未完全復活的德比烏絲發動強大攻擊並令強龍者全員重傷昏迷，其獸電龍拍擋們的獸電池亦全都停泊在超越烈車總站內待命。於第2天特急者們準備開車出發時得到成為靈魂的賢神多林的協助下將5大獸電龍的獸電池合成為Brave獸電池並以車廂方式與紅烈車連接，德比烏絲雖然使用黑暗力量召喚不同暗影怪人及暗影號試圖截住紅烈車的行動，但來斗仍然成功攻入太空車站，強龍者們亦同時出手支援特急者等人並成功打敗所有暗影怪人，來斗亦以強大的想像力成功令暴咬龍嘉年華模式獸電池變為超越強龍者烈車並用以打敗已經完全覺醒的德比烏絲，最後來斗及大吾在太空車站爆炸之際成功逃出。

德比烏絲後來巨大化並準備殺死強龍者及特急者時其他4名追加的強龍者及闇黑皇帝Ｚ所帶領之暗影路線幹部們亦在此時登場。由於德比烏絲已經無意中得罪了強龍者、特急者及暗影路線三大陣營，結果德比烏絲在眾人的最強絕招下被擊敗。最後特急者與強龍者們合照並告別後繼續他們尋找昂濱市的冒險旅程。

## 登場人物

### 《烈車戰隊特急者》
來斗（鈴樹來斗） / 特急1號
戰鬥隊長。常跑在烈車戰隊的打頭陣，精神的戰士。想像力為五人當中最強大的。
十勝（渡嘉敷 晴） / 特急2號
支援隊長。頭腦非常聰明，知識淵博，一本正經但很多事情經常會想太多。
美緒（夏目美緒） / 特急3號
保姆隊長。可靠的女性，也有幫助朋友的時候。好像掌握著幾種武術，以性格陸續使出技能。
洸（野野村 洸） / 特急4號
影子隊長。決不會有事能令他驚慌的戰士。危機的時候，也毫不驚慌，並會發現逆轉的關鍵。
神樂（泉 神樂） / 特急5號
入戲隊長。可愛的性格，會以各種的角色作戰。讓人產生錯覺的強大，但似乎是意外的力量。
虹野明 / 特急6號
本來可是暗影路線怪人薩拉姆。退出暗影路線後為了贖罪並保護彩虹而成為彩虹路線的維修人員。而虹野明這名字是阿光等人為他而取的新名字。 專長是口琴與直笛，並在登場  時吹奏著自己創作的鎮魂曲，性格比較我行我素，口頭禪為「這是我的歸宿」。
車長
特急者背後的支持者，知道一切有關特急者的秘密。平時負責駕駛烈車，有著能強制解除「轉乘」的機能，車長亦有解除權限。
剪票手
特急者背後的支持者之一，車長右手上的腹語猴子。雖然看起來像是由車長發出的聲音，但牠卻堅決主張著「不同的個體」，真面目不明。說話非常的酸且狠毒。
和琴
提供鐵路便當等車廂服務的女機器人。
總裁
彩虹路線的總裁，衣著跟車長非常相似，但頭上穿戴兔子頭套。為彩虹路線最高層人物。平時在總站內的辦公室工作，比起車長掌握更多有關特急者的秘密。
蕾迪
銀河路線的車長，於劇場版《烈車戰隊特急者 THE MOVIE 銀河路線SOS》中出現的角色。

### 《獸電戰隊強龍者》
桐生大吾 / 強龍紅
利齒勇者，綽號叫KING，總是不考慮危險性，且不計一切後果直接就行動的渾成天然的性格，總是對任何事情有者強烈的好奇心，獨特的個人魅力，勇於挑戰的精神，總是喜歡和別人做朋友，強龍者的隊長，有一眼就能看出隊友心事的高度洞察力，總是能一語驚醒夢中人，非常信任隊友，不容易被激怒的開朗個性，也使得隊友都非常信任他。
於本劇場版內已經剪短了頭髮，而且在所有強龍者當中第一個成功看見烈車的人。
伊恩・尤克蘭 / 強龍黑
子彈勇者，由於個性比較隨便，所以剛開始和個性比較認真的總司起爭執，槍法如神，對於獸電池的機制非常了解，所以戰鬥時，常常被大吾拜託請他利用守護者的獸電池來想辦法。強龍者的副隊長。
雖然伊恩的愛泡妞個性影響下亦想追求美緒及神樂，但他發現兩人本來是小朋友時表示已經超出自己可接受的程度了。
有働伸治 / 強龍藍
鎧甲勇者，成員中年紀最長的，綽號伸叔，比起攻擊更擅長防禦，動作多為不浪費的，豪爽的格鬥技巧，利用自身的力氣將敵人一一打敗，愛說冷笑話。
立風館總司 / 強龍綠
斬擊勇者，成員中年紀最小成員，性格比較冷靜，強龍者中劍術最強，內心的正義感很強，對於自己的劍術非常有自信，成員中唯一一個反手持龍咬斬刃戰鬥，亦獲賢神多林傳授其劍法及佩劍羽刃，並於本劇場版使用羽刃使出多林的劍法。
艾美結月 / 強龍粉紅
犄角勇者，是位千金小姐，天生就有很好的格鬥天分，特別是以得意的腳力來戰鬥，對於身心的態度，在管家面前和隊友面前完全不一樣，被多林說「和戰隊能力相反，太沒有女人味」。
空蟬丸 / 強龍金
雷鳴勇者，400年前戰國時期是個劍術高強的劍士，由於過去是生活在思想還是很保守的戰國時代，因此在與女性有肢體上的接觸或做出過於失禮的事時，會跪下來向對方道歉。
為強龍者當中唯一一個受時鐘暗影影響的人，但起初戰鬥時同時手持虹野明的指揮破擊棒並成為眾人的戰鬥計劃的構思來源。
 福井優子 / 強龍青
鋼盔勇者，有働伸治的妹妹，育有一女。丈夫因為事故的關係早逝，所以目前是一位單親媽媽，現在和自己的哥哥有働伸治住在一起。在本篇最後成為二代強龍青。
於本劇場版以強龍青姿態登場。
 津古內真也 / 強龍灰
激突勇者，鐵碎的子孫，知名少女漫畫『らぶタッチ！』的作者。在本篇最後成為二代強龍灰。
於本劇場版以強龍灰姿態登場。
 彌生·烏爾謝德 / 強龍紫
海之勇者，是Dr.烏爾謝德的孫女，與祖父一起協助強龍者，剛出場就已經被伊恩追求，但很冷靜的請了伊恩吃檸檬，讓他非常的沒面，對大吾有好感，更收藏了不少有關他的資料及照片。在成為強龍者後開發了強龍紅專用的1+號獸電池、Victory 獸電池、Maximum 獸電池。
於本劇場版以強龍紫姿態登場。
 桐生斷鐵 / 強龍銀
閃光勇者，大吾的父親，唯一知道多林秘密的人，是多林的好友。有能夠將亡領魔獸的臉打歪的氣力的鐵拳。在本篇最後繼承多林成為強龍銀，在打倒亡領之後，繼續到處在世界各地遊走。
於本劇場版以強龍銀姿態登場。
賢神多林
強龍者背後的支持者，並指導強龍者戰鬥，有著始祖鳥外型的賢神。曾經指導恐龍，並選擇恐龍，製造出獸電龍，與亡領軍進行戰鬥。普通都會在元神基地支援強龍者，但在必要的時候前往現場協助強龍者，慣用的武器是自己的佩劍「羽刃」，但有時也會以手發射出火球。在決定性的關鍵時刻，有打響指的習慣。在本篇中中為了消滅大地黑洞，讓桐生鐵斷親手將他送入大地黑洞，最後與鐵碎及拉米瑞茲一同戰死。
於本劇場版以靈魂方式登場並聯絡彩虹路線總裁協助將五大獸電池合成為Brave獸電池車卡並與紅烈車連接。
喜之戰騎嘉黎拉
樂之密探拉丘洛
以上兩人原亡領軍的高階幹部，在本篇中都被解雇後，在森林遭新哀之戰騎哀思隆德追殺，最後被哀之戰騎獃賈隆及強龍者所救。最終棄暗投明，並幫助多林、拉米瑞茲和鐵碎破壞大地黑洞，而且在人間界找到了自己的生存道路，就是幫助人類。

### 《手裏劍戰隊忍忍者》
伊賀崎天晴 / 赤忍者
加藤・克勞德・八雲 / 青忍者
松尾凪 / 黃忍者
伊賀崎風花 / 白忍者
百地霞 / 桃忍者

### 敵對角色

#### 亡領軍成員
創造主德比烏絲（創造主デビウス）
創造亡領怪物的創造主，於本劇場版攻佔銀河路線車站作為復活自己的能量來源。
薩拉馬茲被打敗後開始逐漸覺醒，並利用掠奪回來的暗影路線資源對付特急者。
後來被來斗使用超越強龍者烈車所打敗，巨大化後遭特急者、強龍者以及尋仇而來的暗影路線共20人合力擊潰。
紅蓮神官薩拉馬茲（紅蓮神官サラマズ）
德比烏絲的手下，並奉德比烏絲之令尋求暗影路線合作。
在與暗影路線合作告吹後放火燒毀城堡總站並掠奪暗影路線的資源，此舉成為暗影路線最後與特急者及強龍者合作擊潰德比烏絲的原因。
於被特急者及強龍者打敗後吸收了時鐘暗影及5隻骷髏茲並合成為薩拉馬茲終極形態，有如5隻骷髏茲玩搭火車遊戲一樣，而薩拉馬茲盯化為骷髏茲所手持的烈車。
終極形態最後被特急彩虹及巨型強龍神所擊潰

#### 暗影路線成員
闇黑皇帝Ｚ（闇の皇帝ゼット）
暗影路線首領，喜歡閃閃發亮的東西。除了平時的人型姿態外，另外還可以變成怪人型態。
使用武器為長劍，斬擊時會產生紅色光芒及音效，而且劍氣更充滿黑暗氣息。
由於薩拉馬茲放火燒毀城堡總站並掠奪暗影路線的資源，故此闇黑皇帝Ｚ帶領其他幹部們找德比烏絲尋仇。
尼祿男爵（ネロ男爵）
闇黑皇帝所屬幹部。目的是擴大暗影路線的黑暗勢力。為暗影路線所有幹部中最忠心的一個。
使用武器為手杖及爵士帽子，杖上的手柄可絆倒敵人。而且帽子可扔出當作迴力鏢攻擊，亦可累積大量黑暗力量並用作大炮攻擊。
於暗影路線出場尋仇時模仿強龍者自創唱名，唱名為漆黑的男爵----尼祿！。
諾亞夫人（ノア夫人）
闇黑皇帝所屬幹部。個性歇斯底里，計畫讓其女兒閃爍姑娘成為闇黑皇后。
使用武器為雨傘，不但能防禦攻擊，而且更能以傘角發射子彈進行攻擊。
魔茹克侯爵（モルク侯爵）
暗影路線中的元老級人馬，亦是將闇黑皇帝Z養大成人的人。負責管理暗影鎮的事務，亦可算是所有暗影鎮管理員的首領。
使用武器為一把頂部有如羽扇的長杖，可發出飛彈攻擊敵人，更可以像《侍戰隊真劍者》裡面出現過的恐龍丸一樣可伸長進行遠距離攻擊。
薩拉馬茲敗走後負責撲滅城堡總站的火災。
時鐘暗影（クロックシャドー）
闇黑皇帝Ｚ所派遣之協助薩拉馬茲的暗影怪人，其咒歌可令聆聽的人返老還童，從而喪失戰鬥力。
而返老還童的程度根據聆聽時間而定，而且只對人類有效，故此本身是暗影怪人的虹野明並不會因而遭受變異。
最後遭特急者及強龍者打敗並被薩拉馬茲吸收並合成為薩拉馬茲終極形態。

## 裝備・戰力

### 合體機神
特急王
強龍神
特急彩虹
巨型強龍神

## 演員
- 來斗（鈴樹來斗） / 特急1號（聲） - 志尊淳 / 馬渕誉（孩童時期）（台灣配音：鈕凱暘）
- 十勝（渡嘉敷晴） / 特急2號（聲） - 平牧仁 / 永瀬圭志朗（孩童時期）（台灣配音：歐祖豪）
- 美緒（夏目美緒） / 特急3號（聲） - 小島梨里杏 / 石井薫子（孩童時期）（台灣配音：李昀晴）
- 洸（野野村洸） / 特急4號（聲） - 橫濱流星 / 山崎光（孩童時期）（台灣配音：胡鎮璽）
- 神樂（泉神樂） / 特急5號（聲） - 森高愛 / 清水羅羅（孩童時期）（台灣配音：連思宇）
- 虹野明 / 特急6號（聲） - 長濱慎（台灣配音：陳彥鈞）
- 闇黑皇帝Ｚ / 怪人型態（聲） - 大口兼悟（台灣配音：胡鎮璽）
- 車掌 - 關根勤（台灣配音：胡鎮璽）
- 桐生大吾 / 強龍紅（聲） - 龍星涼（台灣配音：陳彥鈞）
- 伊恩・尤克蘭 / 強龍黑（聲） - 齊藤秀翼（台灣配音：鈕凱暘）
- 有働伸治 / 強龍藍（聲） - 金城大和（台灣配音：歐祖豪）
- 立風館總司 / 強龍綠（聲） - 塩野瑛久（台灣配音：胡鎮璽）
- 艾美結月 / 強龍粉紅（聲） - 今野鮎莉（台灣配音：李昀晴）
- 空蟬丸 / 強龍金（聲） - 丸山敦史（台灣配音：歐祖豪）

### 配音演出
- 強龍青 - 木下亞由美（台灣配音：連思宇）
- 強龍灰 - 出合正幸（台灣配音：歐祖豪）
- 強龍紫 - 飯豐萬理江（台灣配音：李昀晴）
- 強龍銀 - 山下真司（台灣配音：胡鎮璽）
- 賢神多林 - 森川智之（台灣配音：鈕凱暘）
- 強龍者各種電子音 - 千葉繁
- 喜之戰騎嘉黎拉 - 戶松遙（台灣配音：李昀晴）
- 樂之密探拉丘洛 - 折笠愛（台灣配音：連思宇）
- 剪票手 / 特急者各種電子音 - 山口勝平（台灣配音：陳彥鈞）
- 彩虹路線總裁 - 鳥海浩輔（台灣配音：歐祖豪）
- 紅蓮神官薩拉馬茲 - 天野博之（日语：天野ひろゆき）（台灣配音：歐祖豪）
- 創造主德比烏絲 - 寺杣昌紀（台灣配音：陳彥鈞）
- 時鐘暗影 - 小野坂昌也（台灣配音：胡鎮璽）

## 工作人員
- 原作 - 八手三郎
- 腳本 - 小林靖子
- 音樂 - 羽岡佳（日语：羽岡佳）、佐橋俊彦
- 動作指導 - 福澤博文（日语：福沢博文）（RED ENTERTAINMENT DELIVER CORPORATION（日语：レッド・エンタテインメント・デリヴァー））
- 特撮監督 - 佛田洋（日语：佛田洋）
- 導演 - 松村文雄
- 監督 - 渡邊勝也

## 主題曲

### 插曲
「烈車戦隊トッキュウジャー」
- 作詞：渡部紫緒，作曲&編曲：坂部剛，歌：伊勢大貴

「VAMOLA! キョウリュウジャー」（VAMOLA! 強龍者）
- 作詞：藤林聖子，作曲：持田裕輔，編曲：山下康介、持田裕輔，歌：鎌田章吾